# タルヴェーラ川
タルヴェーラ川（タルヴェーラかわ、イタリア語: Talvera）は、イタリアアルト・アディジェ地方を流れる河川である。
サレンティーネ・アルプスのペンネス峠付近に源を発し南へ流れ、50km程下流のボルツァーノでイザルコ川に合流する。サレンティーノというコムーネの中と最終的な1kmほどで入るボルツァーノのみを流れる。